# Агаларзаде, Гюллю Этибар кызы
Гюллю  Этибар кызы Агаларзаде (азерб. Güllü Etibar qızı Ağalarzadə; род. 25 октября 2003) — азербайджанская гимнастка, бронзовый призёр чемпионата мира 2022 года, чемпионка Европы 2023 года, бронзовый призёр чемпионата Европы 2023 года, трёхкратный бронзовый призёр чемпионата Европы 2022 года, двукратная победительница и серебряная призёрка V Игр исламской солидарности. Представляла Азербайджан на летних Олимпийских играх 2020 года и летних Олимпийских играх 2024 года.

## Карьера
Родилась 25 октября 2003 года.
Член национальной сборной Азербайджана по художественной гимнастике.
Тренерами являются Василева Сияна, Гаратова Жаля.
Является членом спортивного клуба «Оджаг».
В 2015 году завоевала 1 место на чемпионате Баку по художественной гимнастике (5 обручей).
Также в 2015 году на международном турнире в Будапеште (Венгрия) и Пловдиве (Болгария) завоевала 1 место (5 обручей).
В 2017 году на турнире в Софии (Болгария) завоевала 3 место (10 булав). Также в 2017 году на турнире в Пезаро, (Италия) завоевала 3 место (10 булав).
В 2019 году на турнире в Гдыне (Польша) завоевала третье место (многоборье, 5мячей, 3 обруча/2 пары булав).
В июне 2022 года на чемпионате Европы по художественной гимнастике заняла третье место  (многоборье, 5 обручей, 3 ленты и 2 мяча).
В августе 2022 года на V Играх исламской солидарности завоевала две золотые (многоборье, 3 ленты и 2 мяча) и серебряную (5 обручей) медали.
На чемпионате мира по художественной гимнастике 2022 года в Софии (Болгария) завоевала третье место ( 3 ленты и 2 мяча).
На кубке мира по художественной гимнастике 2022 в Памплоне (Испания) завоевала третье место  (многоборье, 3 ленты и 2 мяча).
На кубке мира по художественной гимнастике 2022 в Баку заняла 1 место (5 обручей) и 2-е место (многоборье).
На чемпионате Европы по художественной гимнастике 2023 завоевала золотую медаль (3 ленты и 2 мяча) и бронзовую медаль (многоборье). Это стало первой золотой медалью Азербайджана на чемпионатах Европы по художественной гимнастике в групповых упражнениях.
На кубке мира по художественной гимнастике 2023 в Портимао (Португалия) завоевала бронзовую медаль (многоборье).
На кубке мира по художественной гимнастике 2023 в Баку также завоевала бронзовую медаль (многоборье, 3 ленты и 2 мяча).
В 2023 году на 34-м Гран-при по художественной гимнастике прошедшем в Тье (Франция) заняла 2 место (3 ленты и 2 мяча), и 3 место (5 обручей).
31 марта 2024 года на 35-м Гран-при по художественной гимнастике, в Тье (Франция) завоевала золотые медали в выполнении упражнений с 5 обручами.
В апреле 2024 года завоевала золотые медали в упражнениях с 5 обручами, 3 лентами и 2 мячами на международном турнире «Tallinn Open 2024» (Таллин, Эстония).
В апреле 2024 года Агаларзаде в составе команды Азербайджана взяла бронзу в многоборье (пять обручей и три ленты + два мяча) и в упражнении с пятью обручами на Кубке мира по художественной гимнастике в Баку. В мае этого же года Агаларзаде в составе команды Азербайджана взяла бронзу в многоборье и в упражнении с тремя лентами и двумя мячами на Кубке Европы в Баку.
В мае 2024 года, заняв 4 место на чемпионате Европы по художественной гимнастике в групповых упражнениях, выиграла лицензию на Олимпийские игры 2024.
В июле 2024 года на международном турнире в Сарагосе (Испания) в составе команды Азербайджана заняла первое место в соревнованиях по многоборью, серебряную медаль в соревнованиях с 5 обручами в выступлениях с разными предметами, и серебряную медаль в упражнениях с тремя лентами и двумя мячами.

## Государственные награды
- Медаль «15–летие Министерства оборонной промышленности Азербайджанской Республики (2005-2020)»[16]
- Медаль «100-летие Пограничной охраны Азербайджана (1919-2019)»[17]